# 成為母親
《成為母親》（日語：母になる）為2017年4月12日起於日本電視台「水十」時段播出的連續劇。由澤尻英龍華主演。

## 劇情概要
柏崎結衣（澤尻英龍華 飾）原本過著相夫教子的幸福生活，直到某天，3歲的兒子在回家時被綁架，從此音訊全無。崩潰的結衣選擇了離婚，在友人的勸說下好不容易才回到了正常生活軌跡。9年後，母子偶然重逢，而收養兒子的是一名強烈渴望成為人母的女性門倉麻子（小池榮子 飾），她們之間又會產生什麼樣的新的糾葛？

## 登場人物
- 柏崎結衣：澤尻英龍華

舊姓山內。書店店員→餃子店店員。
- 柏崎陽一：藤木直人

結衣的前夫。東歐大學理工學院副教授。
- 木野愁平：中島裕翔（小學時期：金子海斗〔第7集〕）

兒童收容機構的社工人員。廣的監護人。
- 柏崎廣：道枝駿佑（3歲：吉武歡）

結衣與陽一的兒子。13歲。
- 緒野琴音：高橋瑪莉潤

柏崎電機公司事務員。
- 西原繭：藤澤遙（3歲：寶邊花帆美）

莉沙子與太治的女兒。
- 田中今偉：望月步

廣在兒童收容機構的前輩。
- 田中舞子：ICONIQ（伊藤由美）

今偉的親生母親。
- 西原太治：淺野和之

東歐大學教授。
- 西原莉沙子：板谷由夏

兼職髮型造型師。結衣的媽媽好友。
- 柏崎里惠：風吹純

陽一的母親。柏崎電機公司社長。
- 門倉麻子：小池榮子

9年前收養廣的單身女子。
- 柿田尚安：山中崇

廣就讀的國中班導師。
- 香坂賢太：中山優貴

柏崎電機公司員工。
- 卷田大輝：成田偉心

柏崎電機公司員工。
- 井下早苗：明星真由美

琴音的知心好友。與麻子因案待過同一間監獄。認出麻子是「打嗝女」後，就刻意不與麻子往來。
- 阿日：野添義弘

與早苗一起喝酒的男性。
- 渡良井鈴生：吉村界人（第1集）

陽一的學生。小廣誘拐事件的犯人。
- 上牧愛美：大塚寧寧（第7集－第8集）

愁平已故的國小同學寬太郎（關仁平 飾）的母親。相當疼愛再婚對象最小的兒子小龍（間中斗環 飾）。
- 澤登一基：森田甘路（第7集－第8集）

追查誘拐事件真相的記者。
- 里中桃：清原果耶（第8集－第9集）

女高中生，廣的曖昧對象。

## 製作團隊
- 劇本：水橋文美江
- 導演：中島悟、丸谷俊平
- 主題歌：安室奈美惠「Just You and I」（Dimension Point）
- 製作總指揮：松岡至
- 製作人：櫨山裕子、秋元孝之
- 製作協助：Office Crescendo Inc.
- 製作出品：日本電視台

## 播出日程
| 集數                                               | 播出日期 | 日文標題 | 中文標題                                                | 導演     | 收視率 | 備註           |
| -------------------------------------------------- | -------- | -------- | ------------------------------------------------------- | -------- | ------ | -------------- |
| 第1集                                              | 4月12日  |          | 我的孩子被綁架了…充滿淚水的重逢，重啟親子間愛的羈絆     | 中島悟   | 10.6%  | 10分鐘加長版   |
| 第2集                                              | 4月19日  |          | 重新與最愛的孩子一起生活！來自養母的衝擊性信件          | 中島悟   | 10.7%  |                |
| 第3集                                              | 4月26日  |          | 無法傳達的思念…母親該如何面對孩子說謊？與養母正面對決   | 中島悟   | 9.3%   |                |
| 第4集                                              | 5月3日   |          | 無法窺視那丟棄便當孩子的內心世界…養母重新出發           | 中島悟   | 7.9%   |                |
| 第5集                                              | 5月10日  |          | 孩子意外地回訊了…探索生育意義之旅所獲得的解答           | 丸谷俊平 | 8.3%   |                |
| 第6集                                              | 5月17日  |          | 我要照顧這個孩子！無法成為母親的女人的悲壯告白          | 中島悟   | 9.5%   |                |
| 第7集                                              | 5月24日  |          | 究竟什麼才是對孩子的愛？生母與養母的正面對決            | 丸谷俊平 | 7.9%   |                |
| 第8集                                              | 5月31日  |          | 重新開始照顧孩子…全新強敵登場，兩位母親團結一致！       | 中島悟   | 9.2%   |                |
| 第9集                                              | 6月7日   |          | 孩子的戀情讓兩位母親心神不寧 兒子意外的突破了自己的界限 | 丸谷俊平 | 8.4%   | 延後30分鐘播出 |
| 完結篇                                             | 6月14日  |          | 女人之間的了結與告別…結衣摸索到身為母親的幸福           | 中島悟   | 9.7%   |                |
| 收視率9.2%（收視率由Video Research於關東地區調查） |          |          |                                                         |          |        |                |

## 外部連結
- 日本電視台《成為母親》官方網站 （页面存档备份，存于）
  - 成為母親的X（前Twitter）

| 日本電視台 日本電視台週三連續劇               | 日本電視台 日本電視台週三連續劇           | 日本電視台 日本電視台週三連續劇 |
| --------------------------------------------- | ----------------------------------------- | ------------------------------- |
|                                               | 成為母親 （2017年4月12日－2017年6月14日） |                                 |
| 東京白日夢女 （2017年1月18日－2017年3月22日） | 過度保護的加穗子 （2017年7月12日－）      |                                 |